# Wang Mingjuan
Wang Mingjuan (chiń. 王明娟; pinyin Wáng Míngjuān; ur. 11 października 1985) – chińska sztangistka, mistrzyni olimpijska, czterokrotna mistrzyni świata.
Startowała w kategorii do 48 kg. Największym jej sukcesem jest złoty medal igrzysk olimpijskich w Londynie i cztery złote medale mistrzostw świata (2002, 2003, 2005, 2009). Dwa razy w karierze została mistrzynią igrzysk azjatyckich (2006, 2010). Wielokrotnie biła rekordy świata w swej kategorii wagowej.

## Osiągnięcia
| Rok  | Zawody               | Miasto    | Miejsce | Wynik     |
| ---- | -------------------- | --------- | ------- | --------- |
| 2002 | Mistrzostwa świata   | Warszawa  | 1       | 207,5 kg  |
| 2003 | Mistrzostwa świata   | Vancouver | 1       | 200 kg    |
| 2005 | Mistrzostwa świata   | Doha      | 1       | 213 kg WR |
| 2009 | Mistrzostwa świata   | Koyang    | 1       | 208 kg    |
| 2012 | Igrzyska Olimpijskie | Londyn    | 1       | 205 kg    |